# フル・モンティ (ミュージカル)
『フル・モンティ』（The Full Monty）は、2000年初演のミュージカル。原作は1997年のイギリスのコメディ映画『フル・モンティ』。
第55回トニー賞において9部門でノミネートされた（受賞はならず）他、ドラマ・デスク・アワード作曲賞を受賞するなど高い評価を得ている。

## 初演
サンディエゴのオールド・グローブ・シアターで2000年6月1日から7月9日まで上演された後、ブロードウェイのユージン・オニール・シアターで2000年10月26日から2002年9月1日まで上演された。公演数は770回。

### キャスト
- ジェリー・ルコウスキ - パトリック・ウィルソン
- ノア（ホース）・T・シモンズ - アンドレ・デ・シールズ
- デイヴ・ブカティンスキー - ジョン・エリソン・コンリー
- マルコム・マグレガー - ジェイソン・ダニエリー
- ハロルド・ニコルズ - マーカス・ネヴィル
- ジャネット・ブルマイスター - キャスリーン・フリーマン（2001年に死去、代役はジェーン・コネル）

### スタッフ
- 脚本：テレンス・マクナリー（英語版）
- 作詞・作曲：デヴィッド・ヤズベック（英語版）
- 演出：ジャック・オブライエン（英語版）
- 振付：ジェリー・ミッチェル（英語版）

## ロンドン公演
ウェストエンドのプリンス・オブ・ウールズ・シアターで2002年3月12日から同年11月23日まで上演された。同公演は2002年の Evening Standard Theatre Awards で最優秀ミュージカル賞を受賞した。

## 再演
2009年6月から7月までニュージャージー州ミルバーンで再演、同年11月からはロンドンでも再演された。

## 日本版
2014年1月31日から2月16日まで東京国際フォーラムホールCで上演。演出・翻訳・訳詞は福田雄一、主演は本作が初舞台となる山田孝之。

### キャスト
ストリップに挑戦する男たち
- ジェリー・ルコウスキー - 山田孝之： バツイチの冴えない男。
- マルコム・マクレガー - 中村倫也： 痩せの虚弱体質。頭が弱い。
- イーサン・ジラード - ムロツヨシ： 巨根の奇人。
- デイブ・ブカティンスキー - 勝矢： デブ・コンプレックス男。
- ハロルド・ニコルズ - 鈴木綜馬： 見栄っぱりの元上司。
- ノア“ホース”・T・シモンズ - ブラザートム： 初老の黒人。

男たちを見守る女たち
- ジョージー・ブカティンスキー - 大和田美帆： デイブの妻。男性ストリップに夢中。
- パム・ルコウスキー - 佐藤仁美： ジェリーの元妻。結婚を意識している恋人がいる。
- ジャネット・バーマイスター - 浦嶋りんこ： ピアノ弾き。
- モリー・マクレガー - 浦嶋りんこ： マルコムの母親。車椅子。
- ヴィッキー・ニコルズ - 保坂知寿： ハロルドの妻。

その他
- ネイサン・ルコウスキー - 福田響志： ジェリーとパムの息子。

### スタッフ
- 脚本：テレンス・マクナリー
- 作曲・作詞：デヴィッド・ヤズベック
- 演出・翻訳・訳詞：福田雄一
- 振付：上島雪夫
- 音楽監督・指揮：上垣聡
- 美術：二村周作
- 照明：高見和義
- 音響：実吉英一
- 衣裳：神波憲人
- ヘアメイク：池田真希
- 演出助手：伴眞里子
- 舞台監督：津江健太
- 制作：ドラマチック・デパートメント
- 主催：フジテレビジョン/キョードー東京
- 企画制作：フジテレビジョン